# Pragela
Pragela ou autrefois Pragelas (en italien Pragelato, en occitan Prajalats ou Pradzalà) est une commune alpine de la ville métropolitaine de Turin, dans le Piémont, en Italie du Nord.
Son nom francisé vient du piémontais (qui signifie Pré gelé) et se prononce avec un e muet ([praʒla]). Prajalats en occitan de norme classique. Pradzalà est la prononciation en occitan local, notée selon la norme de l'école du Pô.

## Histoire
Bien que la présence humaine soit attestée dans la région depuis la préhistoire, les premiers documents historiques sur Pragela remontent à l’acte de fondation de l’abbaye bénédictine de Sainte Marie de Pignerol à la fin du XIe siècle.
Entre les XIe et XIIe siècles, Pragela est sous la domination des dauphins de Viennois, comme tout le Val Cluson (Val Chisone) supérieur, appelé à cette époque Vallée du Pragela.
Le 29 mai 1343, Pragela intègre l'escarton d'Oulx, l'un des quatre constituant de la République des Escartons.
Au XIVe siècle, les Vaudois s’y installent à la veille du noël de 1386 après avoir échappé aux troupes françaises et s’être réfugiés sur les pentes du mont Albergian.
Au XVIe siècle, le Val Cluson, devenu protestant, est détaché de l'escarton d'Oulx pour former un cinquième escarton dénommé Escarton du Pragela.
En 1713, par le traité d'Utrecht, Pragela appartient à la Maison de Savoie.
En 1747 a lieu la bataille d'Assietta au nord-ouest de Pragela entre les troupes françaises et celles du royaume de Sardaigne.
Les dix-neuvième et vingtième siècles sont caractérisés par une importante émigration vers la France.
En 1904, une avalanche détruit les campements des mineurs de la Beth, tuant 81 personnes. Aujourd’hui, une plaque commémorative, à l’intérieur du petit cimetière de Laval rappelle cette catastrophe.
En 1934, Sestrières, hameau de Pragela, devient une commune à part entière.
Durant la Seconde Guerre mondiale, Pragela participe à la résistance italienne (bataille de Genevris en août 1944).

## Culture

### Particularisme linguistique
La commune de Pragela, en application de la loi n. 482, du 15 décembre 1999, a déclaré appartenir à la minorité culturelle de langue française et à la minorité culturelle de langue occitane.
Le parler local, appelé communément patouà ou pradzalenc, est l'un des dialectes de l'occitan les plus éloignés du tronc commun, tout en demeurant fort archaïque. De fortes influences, piémontaise puis italienne, se font également ressentir.

## Personnalités liées à la commune
- Gerolamo Miolo, pasteur réformé, né à Pignerol entre 1530 et 1535, auteur de la « Historia breve et vera de gl’affari de i valdesi delle Valli » qui est la première histoire des vaudois, et mort à Angrogne en 1593. Il était pasteur de Pragela, en 1579[5].

## Sports
À Pragela se sont déroulées les épreuves de saut à ski, de ski de fond et le combiné nordique au cours des Jeux olympiques d'hiver de 2006.
À Pragela il y a deux stations de ski : 
- Voie lactée : 450 km de pistes skis aux pieds ;
- Pragelato ski : 50 km de pistes skis aux pieds.

## Administration
| Période                                  | Période  | Identité     | Étiquette | Qualité |
| ---------------------------------------- | -------- | ------------ | --------- | ------- |
| 14 juin 2004                             | En cours | Valter Marin |           |         |
| Les données manquantes sont à compléter. |          |              |           |         |

### Hameaux
La Ruà, Allevè, Chezal, Duc, Grand Puy, Granges, Jousseaud, Laval, Pattemouche, Plan, Rif, Rivets, Seytes, Troncea, Souchères Basses, Souchère Haute, Traverses, Villardamond, Tronchée.

### Communes limitrophes
Exilles, Oulx, Salbertrand, Usseaux, Fenestrelle, Sauze d'Oulx, Massello, Sestrières, Sauze di Cesana, Salza di Pinerolo, Prali, Montgenèvre.

## Galerie de photos

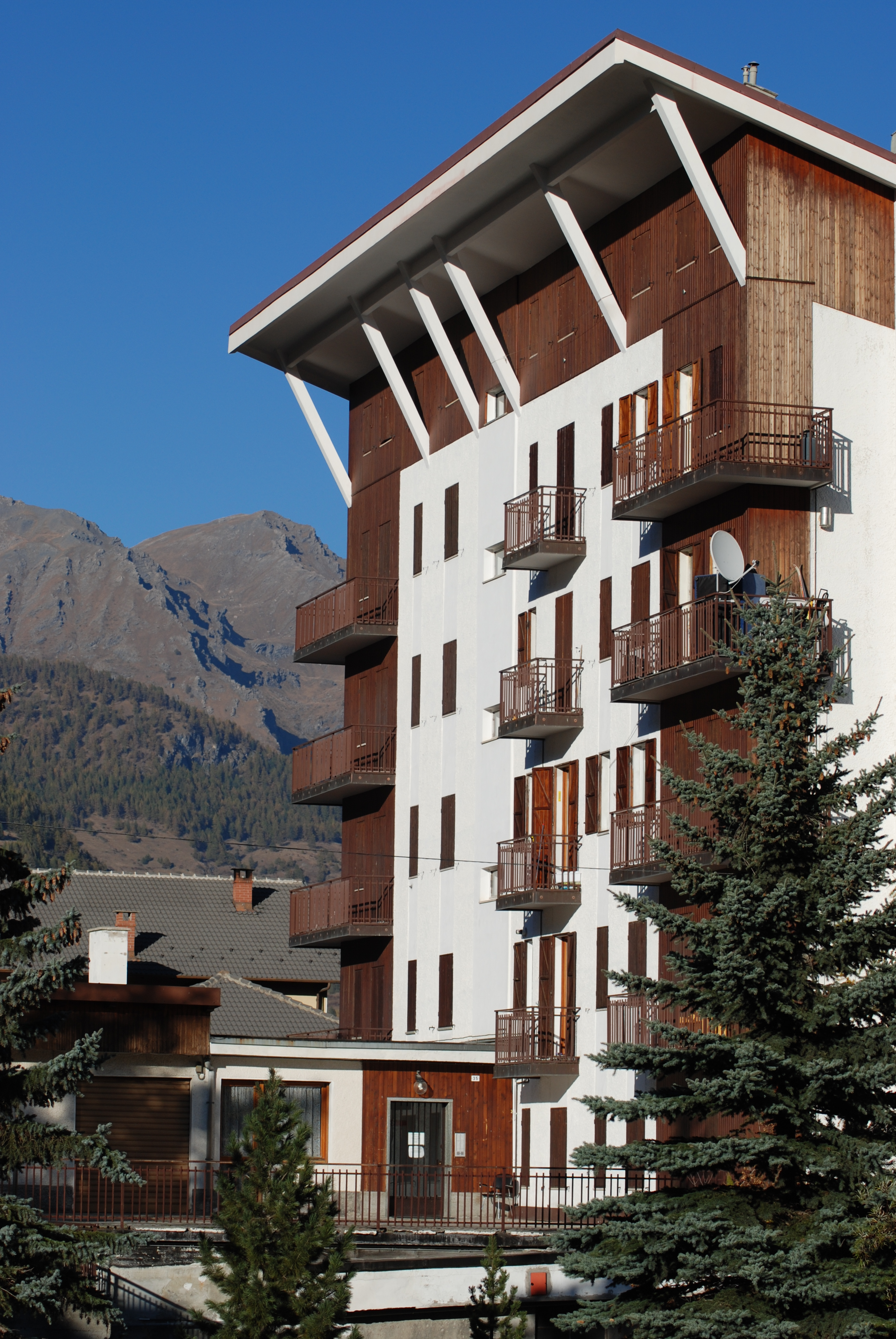
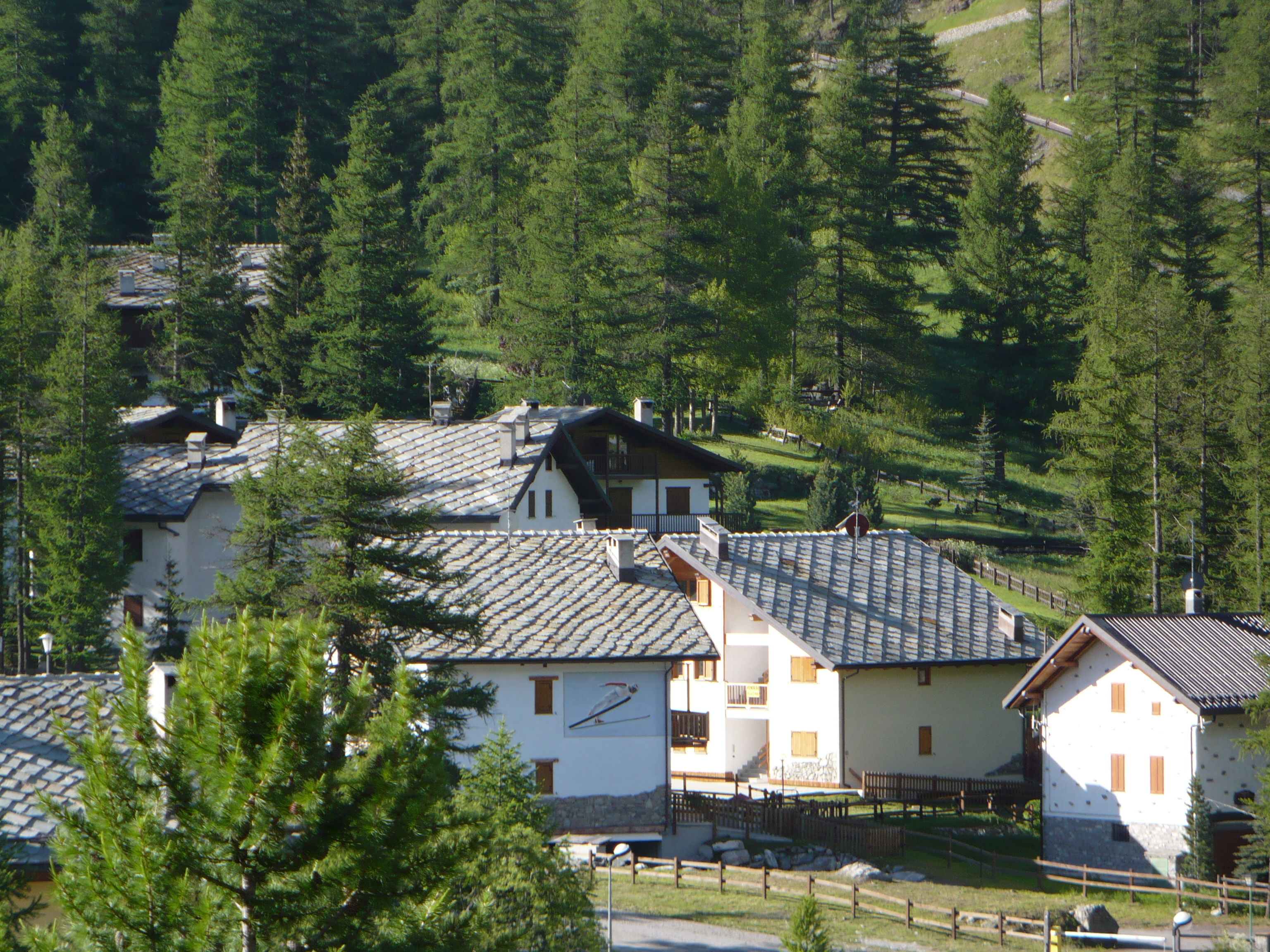
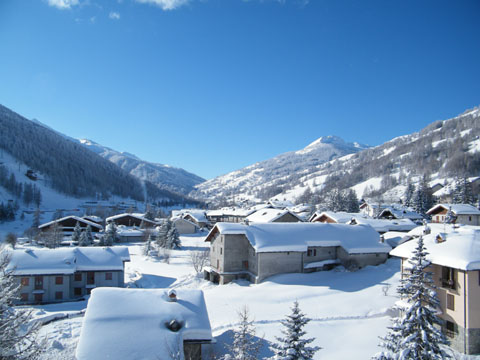
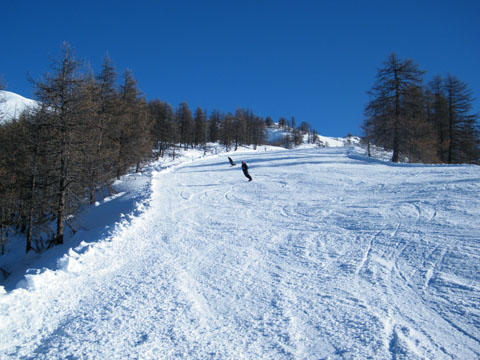
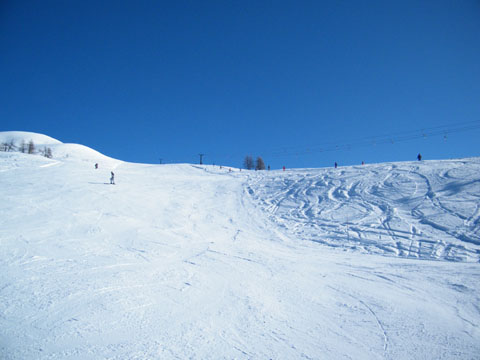
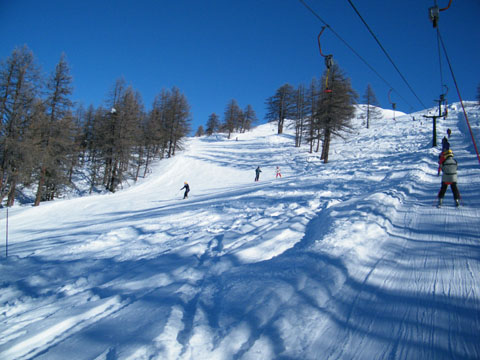
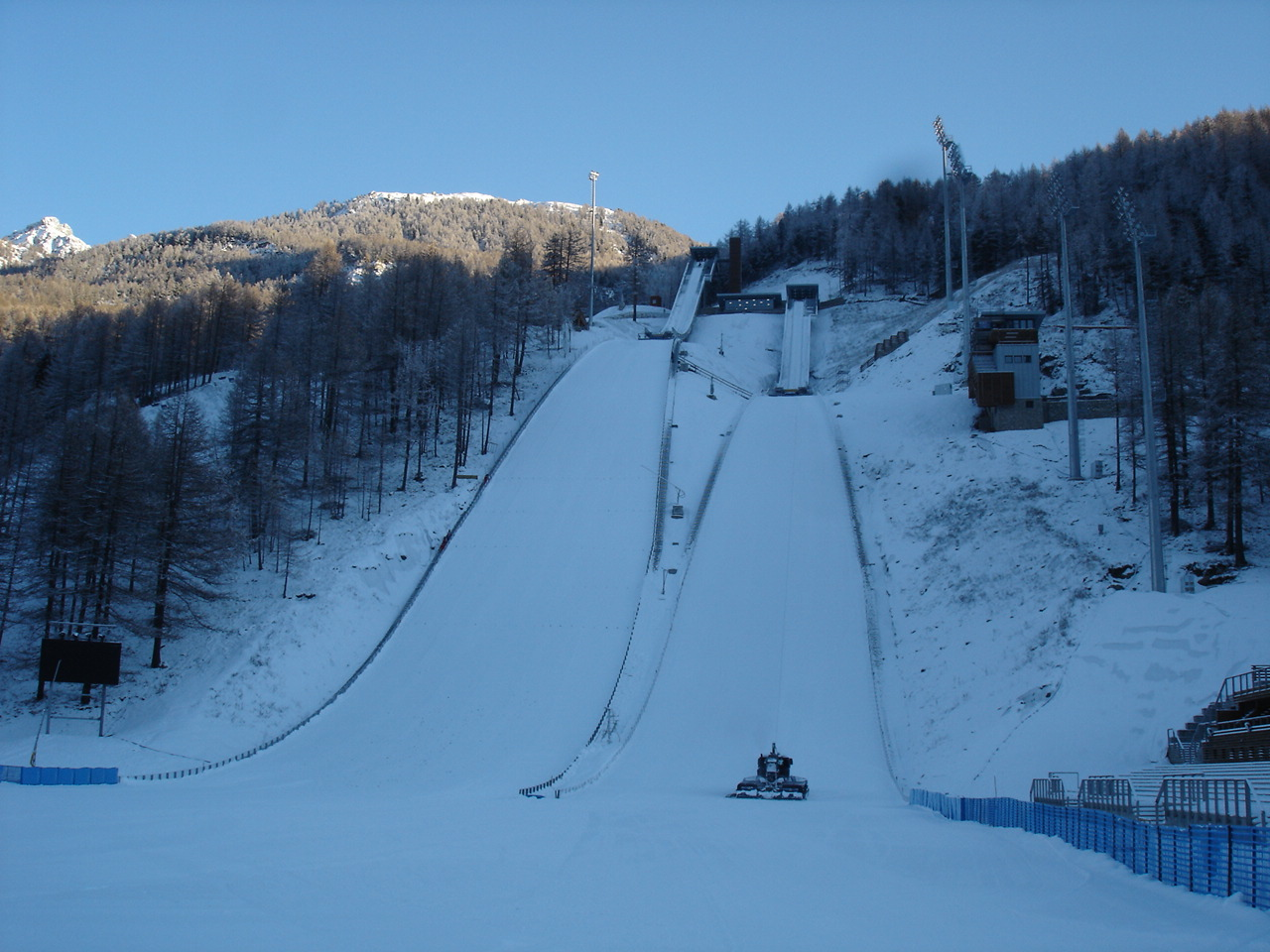
Tremplin olympique de Pragela.